# سلاح البحرية الإسرائيلي
البحرية الإسرائيلية (بالعبرية: חיל הים הישראלי، خَيل هَيام هايسرائيلي) وتُعرف رسمياً باسم الذراع البحري (بالعبرية: זרוע הים، ذروعا هَيام) هي فرع القوات البحرية للجيش الإسرائيلي، وتعمل بشكل أساسي في مسرح البحر المتوسط وكذلك في خليج العقبة ومسرح البحر الأحمر. ألوف ديفيد سَعر سالامي هو القائد الحالي للبحرية الإسرائيلية. يُعتقد أن البحرية الإسرائيلية هي المسؤولة عن الحفاظ على قدرة توجيه ضربة نووية ثانية إسرائيلية عبر البحر.
تستخدم البحرية الإسرائيلية بادئة السفن (אח"י، آخي) (بالإنجليزية: INS) اختصاراً لـ(אוניית חיל הים) أي سفينة بحرية إسرائيلية.

## تاريخها

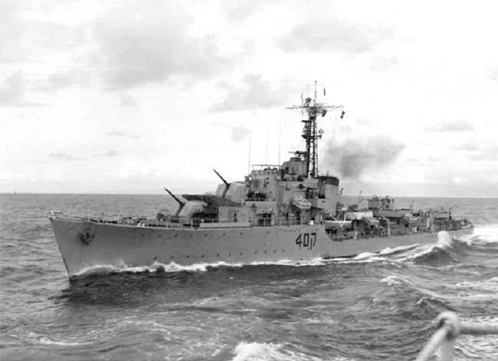
المدمرة آي إن إس إيلات، مدمرة من فئة زد كانت تابعة للبحرية الملكية سابقاً ثم اشترتها إسرائيل في 1955

ترجع نشأة البحرية الإسرائيلية إلى تأسيس أكاديمية بيتار البحرية، وهي مدرسة تدريب بحرية يهودية أسستها الحركة الصهيونية التصحيحية تحت إشراف زئيف جابوتينسكي في تسيفيتافيكبا، بإيطاليا، في 1934. وقد دربت الأكاديمية طلاباً طلاب من جميع أنحاء أوروبا وفلسطين وجنوب إفريقيا وتخرج فيها بعض القادة المستقبليين للبحرية الإسرائيلية. زارت سفينة التدريب «سارة الأولى» حيفا وتل أبيب في سبتمبر 1937، كجزء من جولة في البحر المتوسط.

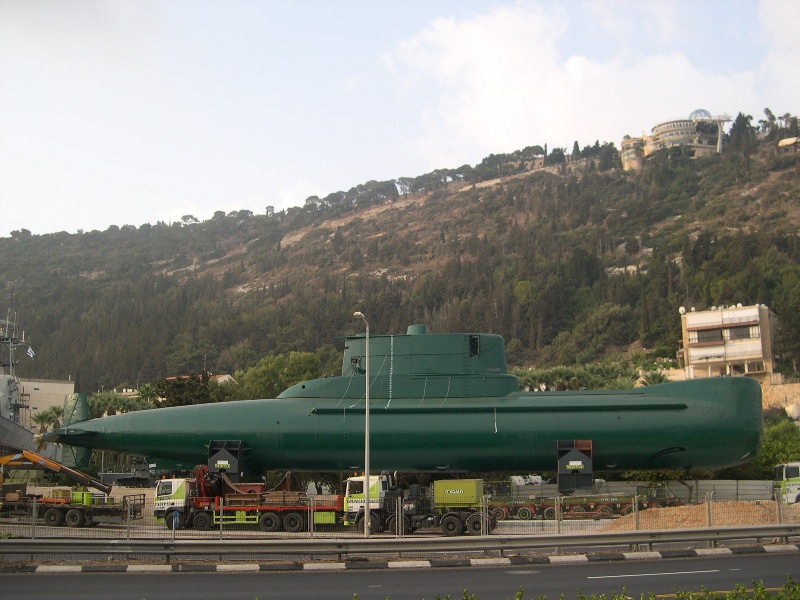
آي إن إس غال في المتحف البحري، حيفا

أسس الدكتور شلومو باردين، بتشجيع من الوكالة اليهودية، المدرسة البحرية الثانوية في بسمات بحيفا، كلية التخنيون التقنية المتوسطة في 1938. شهد عام 1943 تأسيس الباليام، الذراع البحري للبلماخ، الذي تلقى تدريبه في المدرسة البحرية. كما نمت البحرية التجارية اليهودية، التي أدارت سفينة «إس إس تل أبيب» وسفن الشحن مثل «عتيد».
التحق 1100 متطوع من الهاغاناه بالبحرية الملكية في 1942، خدم معظمهم في مناصب فنية (منهم 12 كانوا ضباطاً بموجب اتفاقية التعيين بين الوكالة اليهودية والبحرية الملكية). في حين وصلت قلة إلى الخدمات البحرية والقتالية. خدم اثنان منهم في سلاح الأسطول الجوي [الإنجليزية]، أحدهما كان إدموند فيلهلم بريانت [الإنجليزية] والآخر زفي أفيدرور. مع نهاية الحرب العالمية الثانية وبدء التمرد اليهودي في فلسطين الانتدابية، شارك أعضاء باليام في أنشطة الهجرة السرية، وجلب يهود أوروبا إلى فلسطين، بالإضافة إلى أعمال المغاوير ضد سفن الترحيل التابعة للبحرية الملكية. وفي غضون ذلك، عاد المتطوعون في البحرية الملكية للانضمام إلى الهاغاناه.
خلال الأشهر الأخيرة من الانتداب البريطاني على فلسطين، بدأ المتطوعون السابقون في البحرية الملكية العمل على سفن الهجرة السرية (المعروفة باسم أسطول الظلال) والتي جرى الاستيلاء عليها في ميناء حيفا، وذلك عندما حرروا القليل منها وأخضعوها للخدمة. أصبحت هذه السفن أولى سفن البحرية وخدمت في حرب 1948 العربية الإسرائيلية.

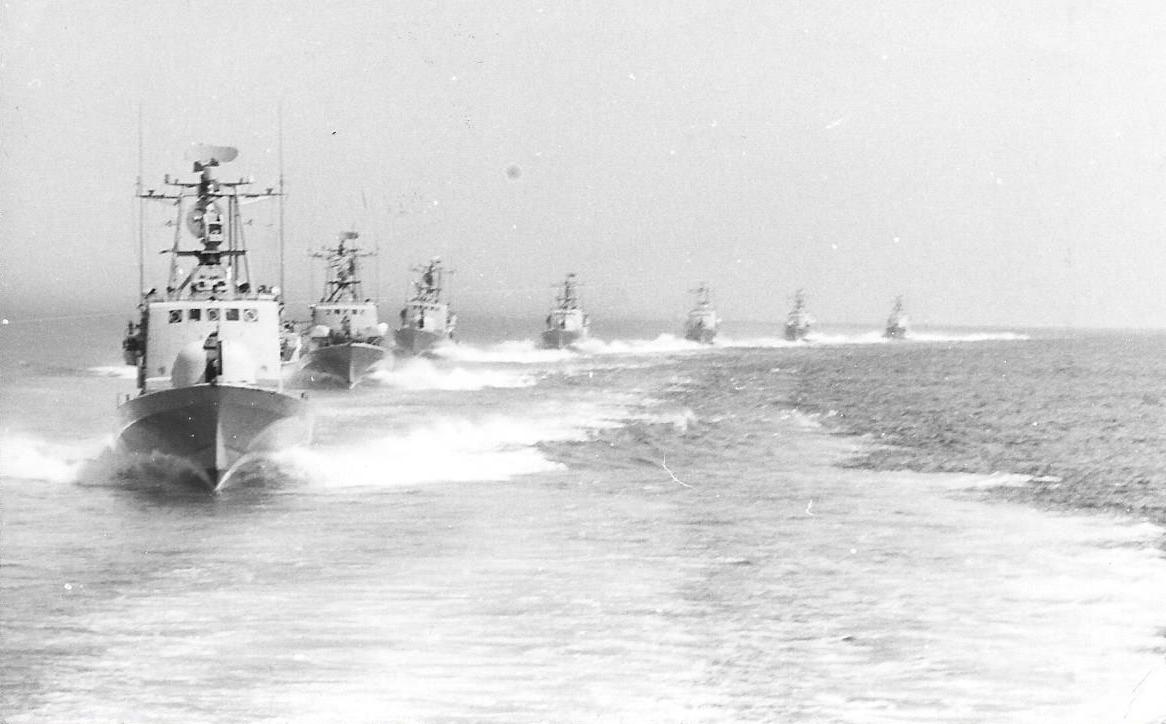
زوارق صواريخ إسرائيلية في موكب في 1971

في بداية حرب 1948 ومع تأسيس الجيش الإسرائيلي، كان سلاح البحرية الإسرائيلي يتألف من أربع سفن عليا بت سابقة كانت محجوزة في ميناء حيفا. جُددت هذه السفن في منشأة إصلاح بحرية شُكلت حديثاً بمساعدة شركتين خاصتين لبناء السفن وإصلاحها. كما جرى شراء قانصة غواصات من الولايات المتحدة في أكتوبر 1948. تشكلت البحرية الإسرائيلية مع تأسيس الجيش الإسرائيلي في أوائل 1948، من نواة من الأفراد التاليين:
- متطوعون في البحرية الملكية يتمتعون بالمهارات الفنية والانضباط المكتسب من البحرية الملكية، على الرغم من عدم تمتعهم بخدمة بحرية نشطة وخبرة على سفن البحرية الملكية.
- أعضاء باليام الذين قادوا جهود الهجرة السرية، لكنهم افتقروا الخلفية البحرية في الملاحة أو قيادة السفن في المعارك. وبينما كان قباطنة سفن االهجرة السرية من الإيطاليين، كان أعضاء باليام يبحرون بالسفن بتعليمات من الهاغاناه. كان اليهودي آيك أهارونويتش، قبطان السفينة أكسدس، استثناءً لا قاعدة.
- قباطنة البحرية التجارية وكبار المهندسين، الذين يمتلكون مهارات الملاحة ولكنهم يفتقرون إلى المهارات القتالية.
- متطوعون يهود من البحرية الأمريكية والبحرية الملكية،[5][6] مثل الآمر باول شولمان من البحرية الأمريكية،[7] والآمران سولمون وألان بيرك من البحرية الملكية.[8] ومع ذلك، غالباً ما وقع التمييز ضدهم وأهدرت القيادة البحرية تجربتهم والتي كانت قائمة على البالماخ وفروعها المختلفة. نتج عن ذلك حالات شاذة قاد فيها ضباط غير مهرة من الباليام ضباط بحرية أكثر خبرة بكثير.

خدمت السفن الحربية في مهام دوريات ساحلية وقصفت أهدافاً عربية برية أثناء الحرب، بما في ذلك المنشآت الساحلية المصرية في منطقة غزة وحولها وصولاً إلى بورسعيد. كما اشتبكت البحرية الإسرائيلية مع البحرية المصرية في عُرض البحر خلال عملية يوآف، وأغرقت سفينة القيادة البحرية المصرية الأمير فاروق في عملية شنها مغاوير البحرية الإسرائيلية.

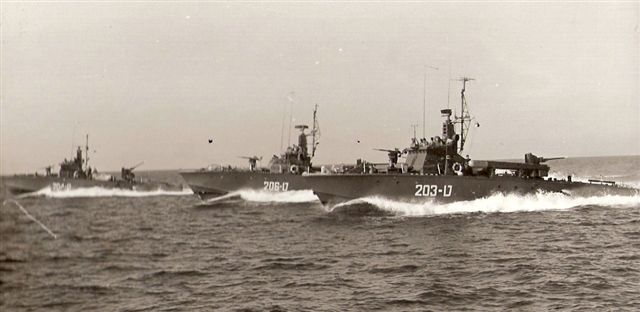
زوارق طوربيد البحرية الإسرائيلية من بناء أحواض بناء السفن بمولان، فرنسا.

غالباً ما عارض أفراد الباليام الجهود المبذولة لغرس النظام والانضباط والرتب في الخدمة المشكلة حديثاً. تقاسم كل من الضباط والمجندين غرف الطعام في البداية. امتلكت السفن قبطاناً يتمتع بمهارات بحرية، ولكنه كان أيضاً ضابطاً آمراً له ميول سياسية. مما أدى إلى قدر كبير من الجدل بين قدامى المحاربين في الباليام والمتطوعين في البحرية الملكية من الهاغاناه ومتطوعي البحرية الأمريكية من الماحال حول النظام الذي يجب أن تسلكه البحرية. اشتهر القائد ألان بيرك بمقولته، بدافع اليأس، «لا يمكنك صُنع ضباط بحرية من رعاة البقر».
نصح كابتن البحرية الملكية آش لينكولن، الذي كان يهودياً، رئيس الوزراء ديفيد بن غوريون بشراء طرادات وفرقاطات ومدمرات وزوارق طوربيد وزوارق دورية لبناء قوة البحرية الإسرائيلية. وحث بن غوريون، تحقيقاً لهذه الغاية، على التشاور مع مستشاري البحرية المحترفين. نتج عن ذلك تعليمات بالاتصال بمستشاري البحرية الأمريكية، وخاصة الآمر بول شولمان.
عانت البحرية الإسرائيلية من نقص في القيادة المهنية خلال أيامها الأولى. كان غيرشون زاك، رئيس «الخدمة البحرية» في الجيش الإسرائيلي، مدرساً وبيروقراطياً بلا أي خبرة ذات صلة. وبما أن زاك لم يُجند قط في الجيش الإسرائيلي، فقد كان مدنياً وليس له رتبة رسمية. لذلك اتسمت الأيام الأولى للبحرية الإسرائيلية بالصراع السياسي الداخلي، حيث تنافس العديد من الجماعات والأفراد على السلطة. منعت سياسة باليام ترشيح بول شولمان (ضابط بحري يهودي أمريكي برتبة آمر تطوع في البحرية الإسرائيلية) كقائد عام للبحرية واستقال في 1949. كان شلومو شامير أول قائد أعلى للبحرية يحصل على رتبة ألوف.
أتاح انتهاء حرب 1948 للبحرية الوقت لبناء قوتها. وبدايةً من أوائل الخمسينيات من القرن الماضي، اشترت البحرية فرقاطات وزوارق طوربيد ومدمرات وغواصات في النهاية. رافق تعزيز البحرية بالمعدات تدريب ضباط البحرية الإسرائيلية في أكاديميات البحرية الملكية في المملكة المتحدة ومالطا، وكذلك في فرنسا.
هناك ثلاث فترات بارزة تميز تاريخ البحرية الإسرائيلية:
- التأسيس والتاريخ المبكر
- عصر المدمرات
- حقبة زوارق الصواريخ التي بدأت في 1965 وأتت ثمارها خلال حرب أكتوبر 1973.[13][14]

كان مقر القيادة البحرية في ستيلا ماريس حتى 1967، على سفوح جبل الكرمل في حيفا. ثم انتقل بعد حرب 67 إلى كرياه في تل أبيب، بجوار مقر قيادة الجيش الإسرائيلي.

### حرب 56
تمكنت البحرية الإسرائيلية من أسر المدمرة إبراهيم الأول بمساعدة القوات الجوية الإسرائيلية ومدمرة فرنسية إبان العدوان الثلاثي، وقامت بمهام الإمداد والإخلاء للقوات الإسرائيلية في شرم الشيخ. كما نقلت مجموعة من اليهود من بورسعيد إلى إسرائيل في عملية سرية.

### حرب 67
لم يشهد مسرح العمليات البحرية أي اشتباكات فعلية بين البحريات الإسرائيلية والعربية خلال حرب 67، باستثناء إصابة الغواصة تانين قبالة الإسكندرية، مع فشل مغاوير البحرية الإسرائيلية، الذين وقع بعضهم في الأسر، في تنفيذ غارات مؤثرة ضد القطع البحرية في مواني مصر وسوريا على البحر المتوسط.

### حرب الاستنزاف
مُنيت البحرية الإسرائيلية بأكبر خسارتين في تاريخها خلال حرب الاستنزاف، مع خسارتها المدمرة إيلات في اشتباك بحري (21 أكتوبر 1967) والغواصة داكار (25 يناير 1968) لأسباب مجهولة.
شاركت البحرية في عملية الإبرار على الزعفرانة وإخلاء القوات والمدرعات المهاجمة، كما شهدت الحرب استخداماً مكثفاً لشايطيت 13 الذين شنوا غارات على الأدبية والجزيرة الأخضراء وراس سادات في مصر، بجانب غاراتهم في لبنان ضد الفدائيين الفلسطينيين.

### حرب أكتوبر
في أهم اشتباك في تاريخها، خلال حرب أكتوبر، أغرقت خمسة زوارق صواريخ تابعة للبحرية الإسرائيلية خمس سفن سورية دون خسائر خلال معركة اللاذقية. نتيجة لذلك، ظلت البحرية السورية في موانيها لما تبقى من الحرب. كانت هذه أول معركة بحرية في التاريخ بين زوارق صواريخ مزودة بصواريخ سطح-سطح.
ومن الاشتباكات المهمة الأخرى معركة بلطيم، حيث اشتبكت ستة قوارب صواريخ تابعة للبحرية الإسرائيلية مع أربعة زوارق صواريخ تابعة للبحرية المصرية، مما أدى إلى غرق ثلاثة، ودون خسائر هذه المرة أيضاً.

### حرب لبنان 2006
كان الهجوم المفاجئ على سفينة البحرية الإسرائيلية آي إن إس حانيت بواسطة بطارية تابعة لحزب الله على الشاطئ نقطة تحول في العقيدة والعمليات البحرية. حيث لقي أربعة بحارة مصرعهم عندما أصاب صاروخ واي جيه-83 السفينة الحربية نتيجة أن أنظمة الدفاع الصاروخي للسفينة لم تكن قيد التشغيل في ذلك الوقت.

## القواعد

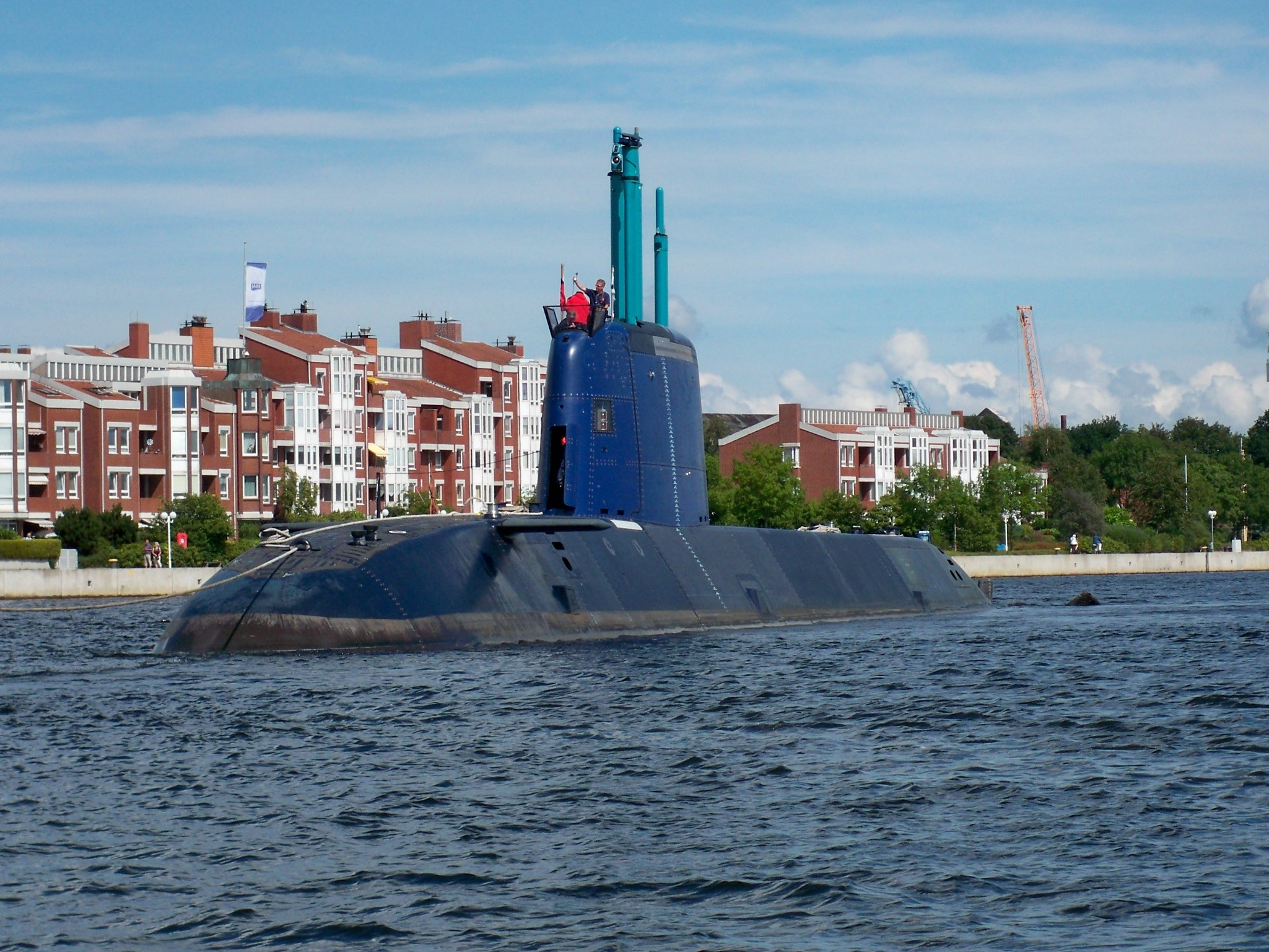
آي إن إس راحاب

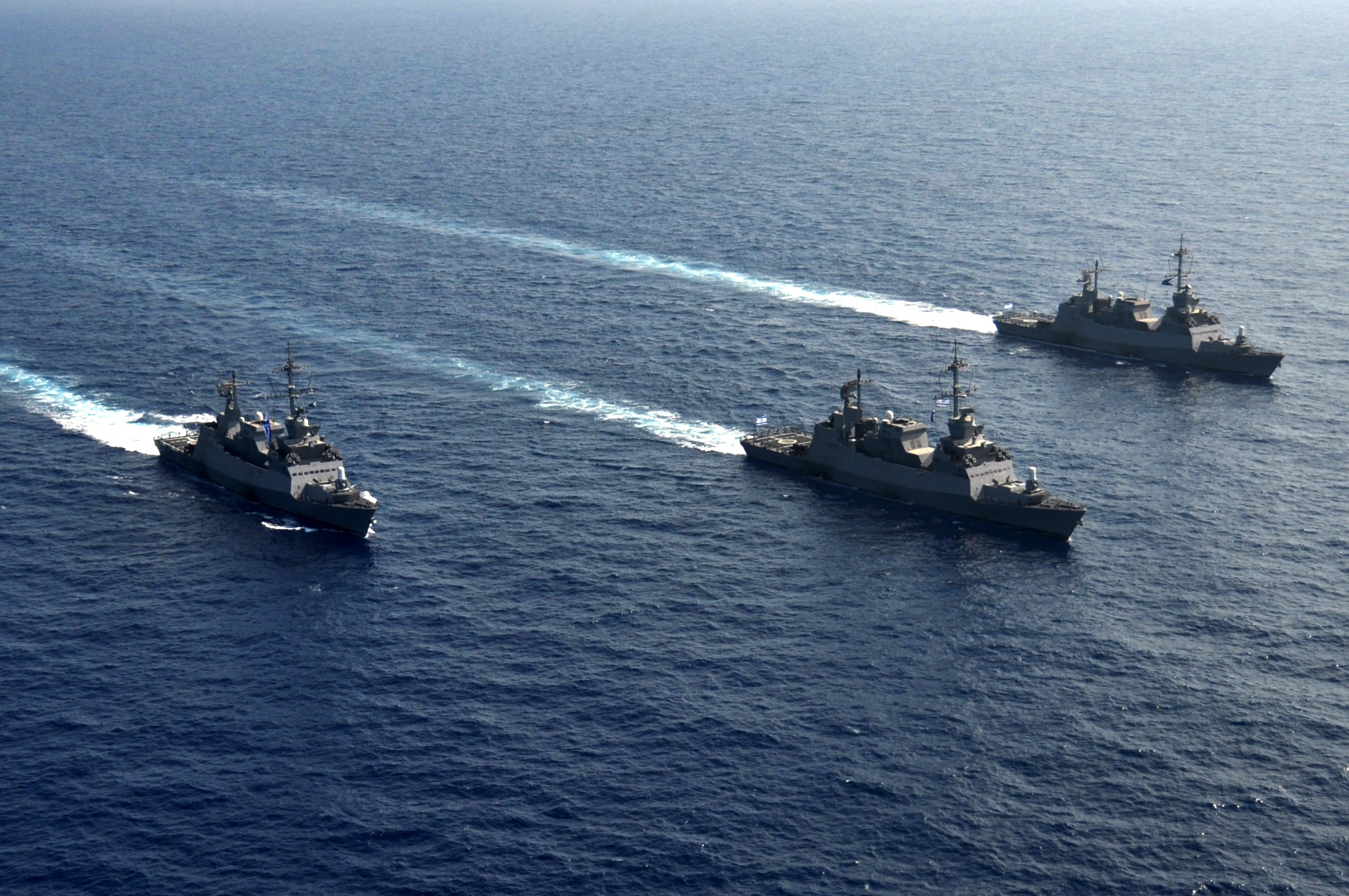
فرقيطات البحرية الإسرائيلية فئة ساعر 5

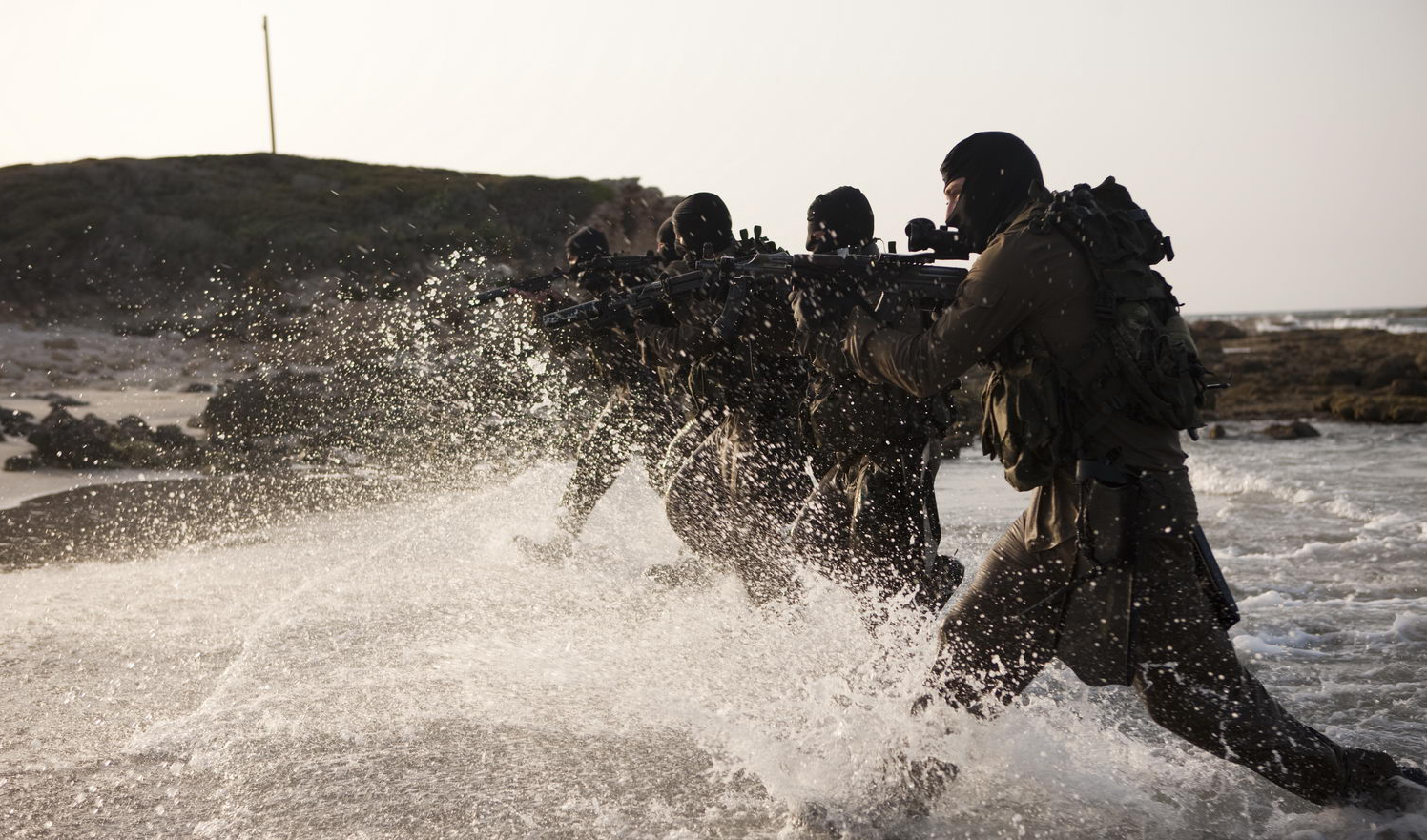
المغاوير البحرية، شايطيت 13

- حيفا - شايطيت 3 (أسطول زوارق الصواريخ)، أسطول الغواصات، سرب زوارق الدورية رقم 914.

شعار قاعدة حيفا البحرية عبارة عن سهمين - أحدهما يشير إلى أسطول زوارق الصواريخ والآخر يشير إلى أسطول الغواصات.
- عتليت - موطن شايطيت 13، وحدة مغاوير النخبة البحرية.
- أشدود - في الغالب قاعدة لسرب زوارق الدورية رقم 916.

شعار قاعدة أشدود البحرية عبارة عن سهمين متعارضين.
- إيلات - سرب زوارق الدورية رقم 915.

تأسست قاعدة إيلات البحرية في 1951 وكانت مسؤولة عن مسرح البحرية الإسرائيلية في البحر الأحمر منذ 1981، عقب انسحاب مركز القيادة البحرية للبحر الأحمر من شرم الشيخ وفقاً لاتفاقية كامب ديفيد.
شعار قاعدة إيلات البحرية عبارة عن الأسطح الحمراء لمدينة إيلات.
- قاعدة التدريب البحري - تقع في حيفا، وتضم مدرسة عمليات الغواصات ومدرسة عمليات الزوارق الصاروخية ومدرسة القيادة البحرية. تعمل قاعدة التدريب البحرية أيضاً كأكاديمية البحرية الإسرائيلية [الإنجليزية].

شعار قاعدة التدريب في حيفا عبارة عن بومة ترمز إلى الحكمة والتعلم الجاد.
- مامتام - تكنولوجيا المعلومات والمعالجة والحوسبة.

مامتام هي وحدة صغيرة مسؤولة عن جميع إشارات البحرية الإسرائيلية وأنظمة تكنولوجيا المعلومات، سواء اللوجستية والتشغيلية. والجنود الذين يخدمون هناك هم في الأساس مبرمجون وخريجو جامعات في الهندسة وعلوم الكمبيوتر ومهن تكنولوجية أخرى.
- أحواض بناء السفن البحرية
- مقر البحرية - كرياه، تل أبيب.

## القوى

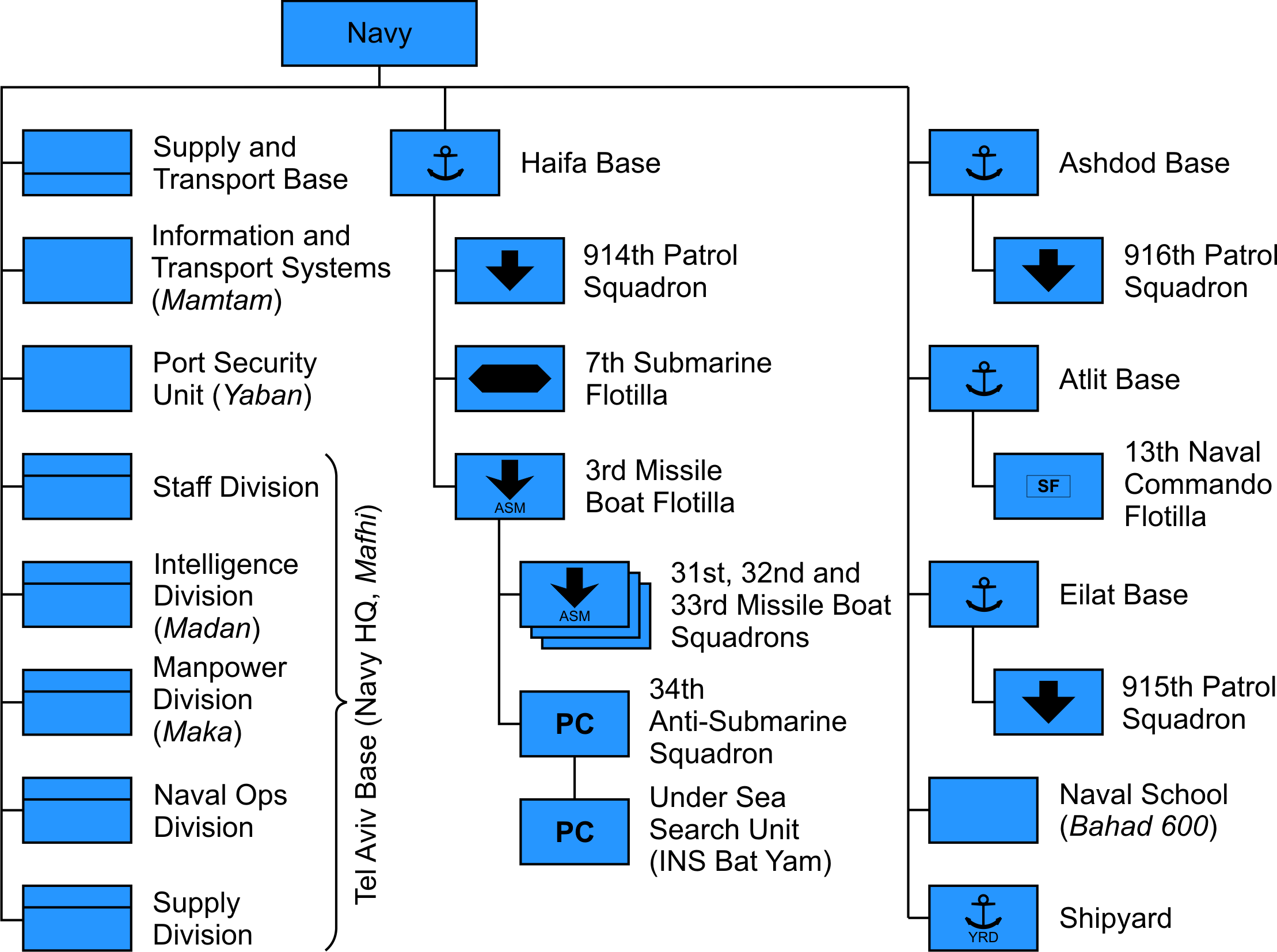
تنظيم البحرية الإسرائيلية

### أسراب زوارق الدورية
تتألف الأسراب 914 و915 و916، المتمركزة في حيفا وإيلات وأشدود على التوالي، من زوارق دورية. وهي مسؤولة عن حماية شواطئ إسرائيل ومياهها الإقليمية.
أهداف الوحدة
- عمل دوريات مستمرة في بحار إسرائيل.
- تحديد المراكب التي تخترق المياه الإسرائيلية.
- منع التهريب عن طريق البحر
- حماية الأصول الوطنية مثل منصات الحفر.
- تنفيذ عمليات مختلفة بمفردها، أو مع وحدات أخرى داخل وخارج البحرية.
- أهداف أخرى مختلفة تتباين بين الأسراب.

### الأسطول الثالث
يقع أسطول الزوارق الصاروخية (شايطيت 3) في حيفا. ويتكون من سرب الزوارق 31 و32 وسرب الفرقيطات 33 و36.
أهداف الوحدة
- حماية التجارة الإسرائيلية في البحر من الأساطيل الأجنبية.
- منع حصار بحري محتمل على المواني الإسرائيلية في زمن الحرب.
- محاصرة موانئ العدو وقت الحرب.
- إسناد ناري للوحدات الأرضية.

### الأسطول السابع
أسطول الغواصات (شايطيت 7) وحدة تطوعية تأسست في 1959.
أهداف الوحدة
- مهاجمة سفن العدو.
- جمع المعلومات السرية.
- نشر واستعادة وحدة المغاوير البحرية شايطيت-13.
- العمل كوحدة دعم للوحدات الأخرى.

يعتقد أنه جزء من قدرات الأسلحة النووية للدولة.
يجب على المتقدمين الذين يحملون جنسية مزدوجة حالياً التخلي رسمياً عن جميع الجنسيات الأخرى، ليتم قبولهم في برنامج التدريب على خدمة الغواصات وذلك لأسباب أمنية.

### شايطيت-13
شايطيت-13، أو الأسطول 13، هي وحدة النخبة من مغاوير بحرية وهي متخصصة في الغارات البحرية ومكافحة الإرهاب وعمليات التخريب وجمع المعلومات الاستخبارية البحرية وإنقاذ الرهائن في البحر والصعود على متن السفن. وهي من بين الوحدات الأكثر تدريباً وسرية في الجيش الإسرائيلي.

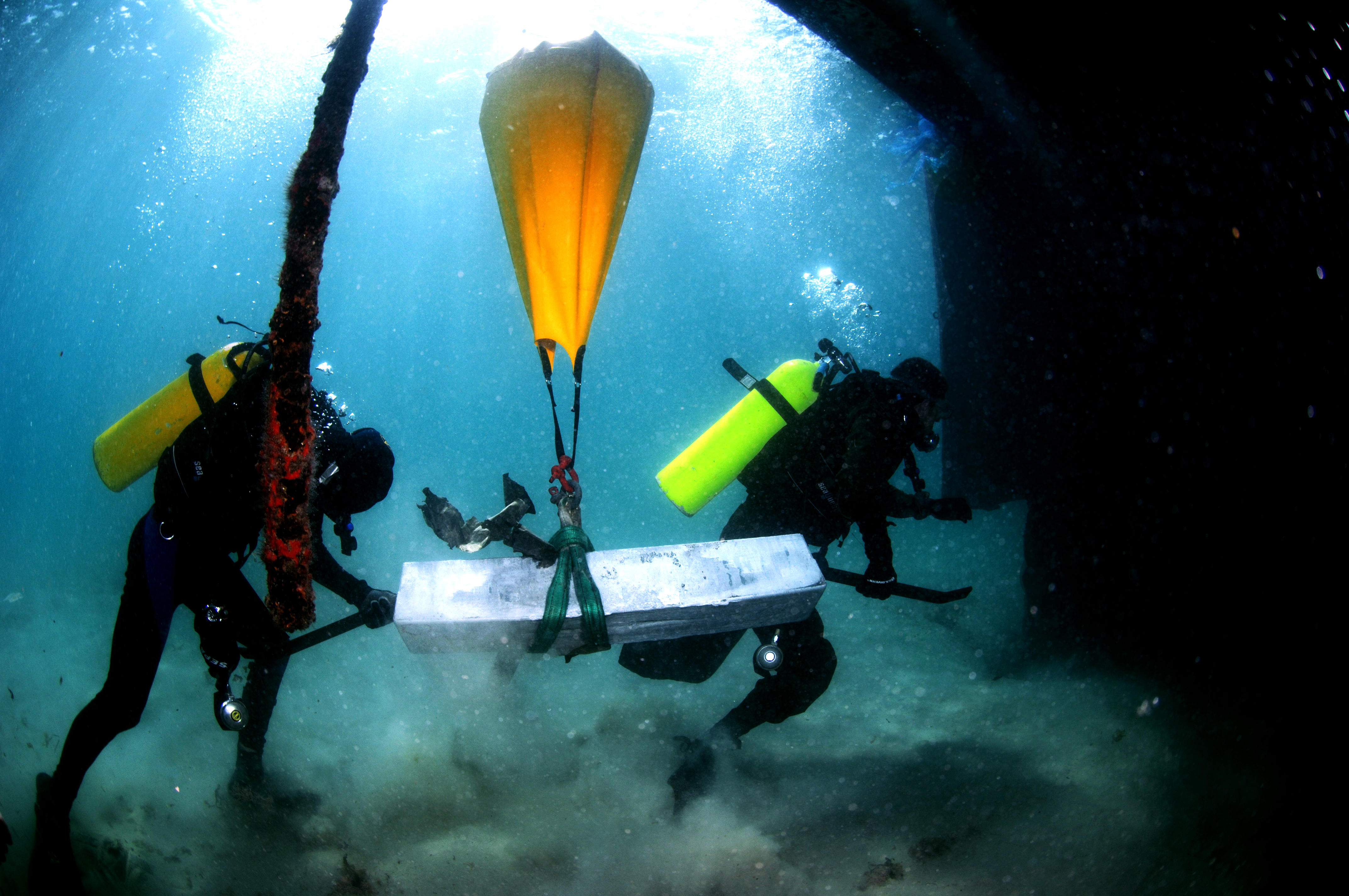
غواصو يالتام خلال التدريب

### يالتام 707
وحدة أعمال الإنقاذ والعمل تحت الماء. تشكلت كفرع للتحكم في الضرر في أحواض بناء السفن التابعة للبحرية، وقد ضمت الوحدة لاحقاً غواصين ذوي خبرة في شايطيت-13.

### سنابير
تمثل قوة حماية وأمن المواني. كما أنها مسؤولة عن فحوصات غطس السفن المدنية التي تدخل المواني الإسرائيلية.

### شعبة الاستخبارات
شعبة الاستخبارات البحرية هي المسؤولة عن جمع المعلومات الاستخبارية البحرية.

### الفرقيطات
| الفئة            | الصورة | السفن                                                                                                | تاريخ التكليف  | المنشأ           | ملاحظات                      |
| ---------------- | ------ | --- | -------------- | ---------------- | ---------------------------- |
| ساعر 5 (العاصفة) |        | آي إن إس إيلات (إيلات) آي إن إس لاهاف (النصل) آي إن إس حانيت (الرمح)                                 | 1994 1994 1995 | الولايات المتحدة | فئة بُنيت في الولايات المتحدة |
| ساعر 6           |        | آي إن إس ماغن (الدرع) آي إن إس عوز (البسالة) آي إن إس آتسماؤوت (الاستقلال) آي إن إس نيتساخون (النصر) | 2020 2021      | ألمانيا          | فئة بُنيت في ألمانيا          |

### زوارق الصواريخ
| الفئة    | الصورة | السفن | تاريخ التكليف                      | المنشأ  | ملاحظات |
| -------- | ------ | --- | ---------------------------------- | ------- | --- |
| ساعر 4.5 |        | آي إن إس روماخ (الحربة) آي إن إس كيشت (القوس) آي إن إس هيتز (السهم) آي إن إس كيدون (المزراق) آي إن إس ترشيش (ترشيش) آي إن إس يافو (يافا) آي إن إس خيريف (السيف) آي إن إس صوفا (العاصفة) | 1981 1982 1991 1995 1998 2002 2003 | إسرائيل | - آي إن إس كيدون كانت في الأصل فئة ساعر 4 بُنيت في 1974 وترقت إلى فئة ساعر 4.5 في 1994 - آي إن إس ترشيش كانت في الأصل فئة ساعر 4 بُنيت في 1975 وترقت إلى فئة ساعر 4.5 في 1998 - آي إن إس يافو كانت في الأصل فئة ساعر 4 بُنيت في 1975 وترقت إلى فئة ساعر 4.5 في 1998 - من المتوقع أن تُستبدل زوارق ساعر 4.5 بطرادات من فئة ريشيف بطول 76 م بداية من أواخر 2020. |

### الغواصات
| الفئة    | الصورة | السفن                                                     | تاريخ التكليف   | المنشأ  | ملاحظات                                                 |
| -------- | ------ | --------------------------------------------------------- | --------------- | ------- | ------------------------------------------------------- |
| دولفين 1 |        | آخي دولفين آخي ليفياتان (الحوت) آخي تكوماه (البعث)        | 1999 1999 2000  | ألمانيا | من المتوقع أن تُستبدل بغواصات من فئة ديكار بداية من 2030 |
| دولفين 2 |        | آخي تانين (التمساح) آخي راهاف (راحاب) آخي دراكون (التنين) | 2012 2014 2023؟ | ألمانيا |                                                         |

### زوارق دورية
| الفئة                 | الصورة | عدد السفن | التكليف | المنشأ  | ملاحظات                      |
| --------------------- | ------ | --------- | ------- | ------- | ---------------------------- |
| دفورا (النحلة)        |        | 9         | 1988    | إسرائيل |                              |
| سوبر دفورا إم كيه 2   |        | 2         | 1996    | إسرائيل |                              |
| سوبر دفورا إم كيه 3   |        | 13        | 2004    | إسرائيل |                              |
| شالداغ (الملك الصياد) |        | 5         | 1989    | إسرائيل |                              |
| ديفيندر               |        | 9         | 2002    | إسرائيل |                              |
| رافايل بروتيكتور      |        |           | 2000    | إسرائيل | مركبة دورية بحرية غير مأهولة |
| سيلفر مارلين          |        |           | 2006؟   | إسرائيل | مركبة دورية سطحية غير مأهولة |

### سفن الدعم
- آي إن إس بات يام (بنت البحر) (1989) - كان زورق صغير متعدد الأغراض في البحرية الألمانية من فئة ستولرغروند باسم إف جي إس كالغروند (واي865)
- آي إن إس بات غاليم، (بنت الموج) (1989) - كان زورق صغير متعدد الأغراض في البحرية الألمانية من فئة ستولرغروند باسم إف جي إس بانت (واي867)[18]

### زوارق القوات الخاصة
- مركبات فئة دولفين - مركبة تحت الماء
- حازير (خنزيرة) (مركبة مايالي الإيطالية) - مركبة تحت الماء
- زوارق سنونيت (السنونو)
- زوارق زهارون (سمك التنين)
- لنشات موليت (البربوني)
- لنشات مورينا المطاطية الصلبة

### طائرات

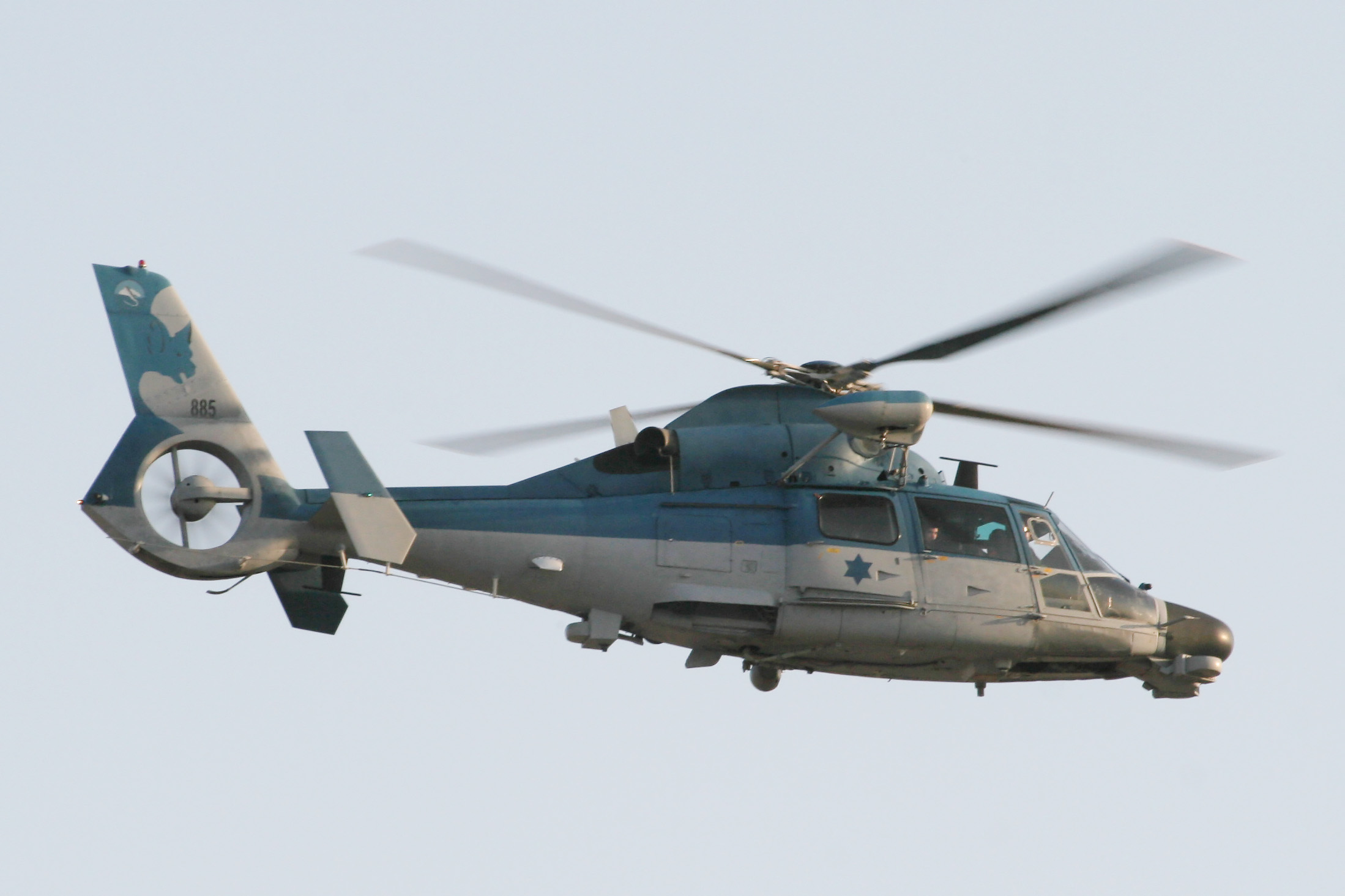
مروحية إسرائيلية طراز إيه إس 565 إم إيه عتاليف، 2007

يتولى أفراد من القوات الجوية الإسرائيلية تشغيل وصيانة الطائرات التي تخدم في البحرية الإسرائيلية، حتى مع وجود متخصصين في المهام البحرية على متنها، وهي جزء من هيكل قيادة القوات الجوية.
- السرب 193 - 7 مروحيات يوروكوبتر إيه إس 565 بانثر.[19]

#### الطائرات بدون طيار
- المركبة المدارية للدفاع الجوي[20]
- لدى البحرية مروحية بدون طيار (مصنعة من قبل إيروناتيكس للأنظمة الدفاعية) على طرادات من فئة ساعر 5.[21]

### معدات

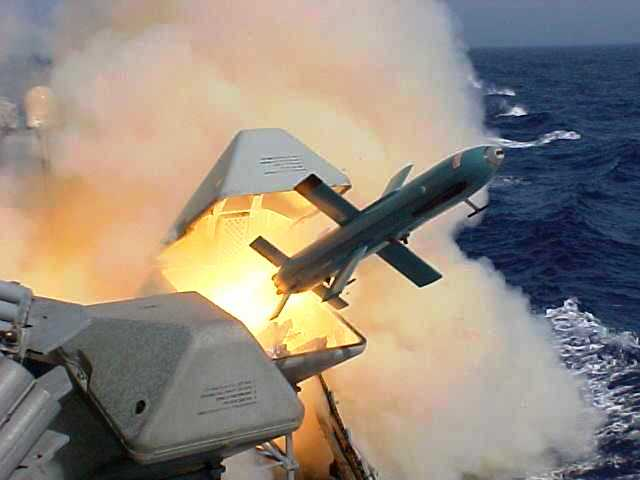
صاروخ جبريل من إنتاج شركة صناعات الفضاء الإسرائيلية

- باراك 1 - صاروخ سطح-جو للدفاع الموقعي
- باراك 8 - نظام دفاع صاروخي بعيد المدى ونظام دفاع مضاد للصواريخ
- جبريل - صاروخ بحر-بحر
- هاربون - صاروخ مضاد للسفن
- بوباي (إيه جي إم-142 هاف ناب) - صاروخ جوال يُطلق جواً أو من الغواصات. يُعتقد أن غواصات من فئة دولفين تحمل نسخة بوباي تيربو، بمدى يزيد عن 1500 كم مع خيار تسليحها برؤوس حربية نووية.
- محطة سلاح تايفون - نظام مدفعي عيار 25 ملم يمكن تشغيله عن بعد
- نظام مدفعية بحرية صاروخية
- إي إل/إم-2221 - رادار البحث والتتبع والإرشاد/رادار مدفعية
- إي إل/إم-2228 إس - رادار آلي للكشف عن الصواريخ
- إي إل/إم-2228 إكس - نظام رادار للمراقبة والمدفعية
- إي إل/إم-2238 - رادار للمراقبة والتهديدات
- إي إل/إم-2226 - رادار متقدم لمراقبة السواحل

## الرؤية المستقبلية
هناك غواصة سادسة من فئة دولفين 2 (آي إن إس دراكون) قيد الإنشاء حالياً. بالإضافة إلى ذلك، وقعت إسرائيل مذكرة تفاهم مع ألمانيا لبناء ثلاث غواصات من فئة داكار مع تسليمها المتوقع في أواخر 2020 والتي ستحل محل غواصات دولفين 1 الثلاث التي تسلمتها في أواخر التسعينيات.
أعلنت شركة أحواض بناء السفن الإسرائيلية في 26 أغسطس 2021، أن البحرية الإسرائيلية قد وقعت اتفاقية معها لتصميم وتوريد فئة جديدة من زوارق الصواريخ مبنية على فرقيطة أحواض بناء السفن الإسرائيلية فئة ساعر 72 والتي ستحل محل فئة ساعر 4.5. في منتصف عقد 2020. ستشيد أحواض بناء السفن الإسرائيلية أيضاً حوض جاف كبير سيمكنها من تجهيز هذه الفرقيطات الجديدة بأنظمة إسرائيلية مختلفة، بالإضافة إلى خدمة وصيانة هذه الفرقيطات بجانب غواصات دولفين. قال رئيس إدارة السفن البحرية الإسرائيلية، في مقابلة أجريت في 24 أكتوبر 2021 مع مجموعة جاينز المعلوماتية، إن سفن صواريخ السفن الجديدة من فئة «ريشيف» ستكون مجهزة بنظام الدفاع الجوي، القبة الحديدية (النسخة سي) مقدمة من أنظمة رافائيل الدفاعية المتقدمة. وقال أيضاً إنه من المتوقع أن يكتمل تصميمهم في غضون عامين تقريباً، ومن المرجح أن يستغرق بناء أول سفينة من عامين إلى أربعة أعوام أخرى. ستبنى ثمان سفن، ستستبدل كلاً منها فرقيطة ساعر 4.5 عند تكليفها.

## الرتب
تعد البحرية الإسرائيلية صغيرة إذا قورنت بالبحريات الأخرى وسلسلة قيادة الضباط التالية مماثلة للبحرية الملكية/الأمريكية:
رتب الضباط
| القوة العسكرية                                                                                 | الضباط الأمراء                                                                                 | الضباط الأمراء                                                                    | الضباط الأمراء                                                                    | الضباط الأمراء                                                                                 | الضباط الأمراء                                                                                 | الضباط الأمراء                                                                                     | الضباط الأمراء                                                                                     | الضباط الأمراء                                                                                   | الضباط الأمراء                                                                                   | الضباط الأمراء                                                                       | الضباط القادة                                                                        | الضباط القادة                                                                 | الضباط القادة                                                                 | الضباط القادة                                                                | الضباط القادة                                                                | الضباط القادة                                                                | الضباط الأعوان                                                                          | الضباط الأعوان                                                                          | الضباط الأعوان                                                                          | الضباط الأعوان                                                                                        | الضباط الأعوان                                                                                        | الضباط الأعوان                                                                                        | الضباط الأعوان                                                                                        | الضباط الأعوان                                                                                        | الطلاب                                                                                                | الطلاب | الطلاب | الطلاب | الطلاب | الطلاب | الطلاب | الطلاب | الطلاب | الطلاب | الطلاب | الطلاب |
| ---------------------------------------------------------------------------------------------- | ---------------------------------------------------------------------------------------------- | --------------------------------------------------------------------------------- | --------------------------------------------------------------------------------- | ---------------------------------------------------------------------------------------------- | ---------------------------------------------------------------------------------------------- | -------------------------------------------------------------------------------------------------- | -------------------------------------------------------------------------------------------------- | ------------------------------------------------------------------------------------------------ | ------------------------------------------------------------------------------------------------ | ------------------------------------------------------------------------------------ | ------------------------------------------------------------------------------------ | ----------------------------------------------------------------------------- | ----------------------------------------------------------------------------- | ---------------------------------------------------------------------------- | ---------------------------------------------------------------------------- | ---------------------------------------------------------------------------- | --------------------------------------------------------------------------------------- | --------------------------------------------------------------------------------------- | --------------------------------------------------------------------------------------- | --- | --- | --- | --- | --- | --- | --- | --- | --- | --- | --- | --- | ------ | ------ | ------ | ------ | ------ |
| سلاح البحرية الإسرائيلي                                                                        |                                                                                                |                                                                                   |                                                                                   |                                                                                                |                                                                                                | | |                                                                                                  |                                                                                                  |                                                                                      |                                                                                      |                                                                               |                                                                               |                                                                              |                                                                              |                                                                              |                                                                                         |                                                                                         |                                                                                         | | | | | | | | | | | | |        |        |        |        |        |
| רב-אלוף [[[ألوف\|راف ألوف]]] خطأ: {{Lang}}: Non-latn text/Latn script subtag mismatch (مساعدة) | רב-אלוף [[[ألوف\|راف ألوف]]] خطأ: {{Lang}}: Non-latn text/Latn script subtag mismatch (مساعدة) | אלוף [[[ألوف]]] خطأ: {{Lang}}: Non-latn text/Latn script subtag mismatch (مساعدة) | אלוף [[[ألوف]]] خطأ: {{Lang}}: Non-latn text/Latn script subtag mismatch (مساعدة) | תת-אלוף [[[ألوف\|تات ألوف]]] خطأ: {{Lang}}: Non-latn text/Latn script subtag mismatch (مساعدة) | תת-אלוף [[[ألوف\|تات ألوف]]] خطأ: {{Lang}}: Non-latn text/Latn script subtag mismatch (مساعدة) | אלוף משנה [[[ألوف\|ألوف ميشني]]] خطأ: {{Lang}}: Non-latn text/Latn script subtag mismatch (مساعدة) | אלוף משנה [[[ألوف\|ألوف ميشني]]] خطأ: {{Lang}}: Non-latn text/Latn script subtag mismatch (مساعدة) | סגן-אלוף [[[ألوف\|سجان ألوف]]] خطأ: {{Lang}}: Non-latn text/Latn script subtag mismatch (مساعدة) | סגן-אלוף [[[ألوف\|سجان ألوف]]] خطأ: {{Lang}}: Non-latn text/Latn script subtag mismatch (مساعدة) | רב סרן [راف سيرين] خطأ: {{Lang}}: Non-latn text/Latn script subtag mismatch (مساعدة) | רב סרן [راف سيرين] خطأ: {{Lang}}: Non-latn text/Latn script subtag mismatch (مساعدة) | סרן [سيرين] خطأ: {{Lang}}: Non-latn text/Latn script subtag mismatch (مساعدة) | סרן [سيرين] خطأ: {{Lang}}: Non-latn text/Latn script subtag mismatch (مساعدة) | סגן [سجان] خطأ: {{Lang}}: Non-latn text/Latn script subtag mismatch (مساعدة) | סגן [سجان] خطأ: {{Lang}}: Non-latn text/Latn script subtag mismatch (مساعدة) | סגן [سجان] خطأ: {{Lang}}: Non-latn text/Latn script subtag mismatch (مساعدة) | סגן-משנה [سجان ميشني] خطأ: {{Lang}}: Non-latn text/Latn script subtag mismatch (مساعدة) | סגן-משנה [سجان ميشني] خطأ: {{Lang}}: Non-latn text/Latn script subtag mismatch (مساعدة) | סגן-משנה [سجان ميشني] خطأ: {{Lang}}: Non-latn text/Latn script subtag mismatch (مساعدة) | קצין אקדמאי בכיר [ضابط أكاديمي أول] خطأ: {{Lang}}: Non-latn text/Latn script subtag mismatch (مساعدة) | קצין אקדמאי בכיר [ضابط أكاديمي أول] خطأ: {{Lang}}: Non-latn text/Latn script subtag mismatch (مساعدة) | קצין אקדמאי בכיר [ضابط أكاديمي أول] خطأ: {{Lang}}: Non-latn text/Latn script subtag mismatch (مساعدة) | קצין אקדמאי בכיר [ضابط أكاديمي أول] خطأ: {{Lang}}: Non-latn text/Latn script subtag mismatch (مساعدة) | קצין אקדמאי בכיר [ضابط أكاديمي أول] خطأ: {{Lang}}: Non-latn text/Latn script subtag mismatch (مساعدة) | קצין אקדמאי בכיר [ضابط أكاديمي أول] خطأ: {{Lang}}: Non-latn text/Latn script subtag mismatch (مساعدة) | קצין מקצועי אקדמאי [ضابط أكاديمي محترف] خطأ: {{Lang}}: Non-latn text/Latn script subtag mismatch (مساعدة) | קצין מקצועי אקדמאי [ضابط أكاديمي محترف] خطأ: {{Lang}}: Non-latn text/Latn script subtag mismatch (مساعدة) | קצין מקצועי אקדמאי [ضابط أكاديمي محترف] خطأ: {{Lang}}: Non-latn text/Latn script subtag mismatch (مساعدة) | קצין מקצועי אקדמאי [ضابط أكاديمي محترف] خطأ: {{Lang}}: Non-latn text/Latn script subtag mismatch (مساعدة) | קצין מקצועי אקדמאי [ضابط أكاديمي محترف] خطأ: {{Lang}}: Non-latn text/Latn script subtag mismatch (مساعدة) | קצין מקצועי אקדמאי [ضابط أكاديمي محترف] خطأ: {{Lang}}: Non-latn text/Latn script subtag mismatch (مساعدة) |        |        |        |        |        |

رتب صف الضباط
| مجموعة الرتب            | كبار ضباط الصف                                                                       | كبار ضباط الصف                                                                       | كبار ضباط الصف                                                                       | كبار ضباط الصف                                                                                  | كبار ضباط الصف                                                                                  | كبار ضباط الصف                                                                                  | كبار ضباط الصف                                                                                      | كبار ضباط الصف                                                                                   | كبار ضباط الصف                                                                       | كبار ضباط الصف                                                                       | كبار ضباط الصف                                                                            | كبار ضباط الصف                                                                            | كبار ضباط الصف                                                                            | كبار ضباط الصف                                                                            | كبار ضباط الصف                                                                            | كبار ضباط الصف                                                                            | كبار ضباط الصف                                                                | كبار ضباط الصف                                                                | كبار ضباط الصف                                                                | كبار ضباط الصف                                                                | كبار ضباط الصف                                                                | كبار ضباط الصف                                                                | صغار ضباط الصف                                                                         | صغار ضباط الصف                                                                         | صغار ضباط الصف                                                                         | صغار ضباط الصف                                                                         | صغار ضباط الصف                                                                  | صغار ضباط الصف                                                                  | مجندون                                                                          | مجندون                                                                          | مجندون                                                                          | مجندون                                                                          | مجندون   | مجندون   | مجندون | مجندون |
| ----------------------- | ------------------------------------------------------------------------------------ | ------------------------------------------------------------------------------------ | ------------------------------------------------------------------------------------ | ----------------------------------------------------------------------------------------------- | ----------------------------------------------------------------------------------------------- | ----------------------------------------------------------------------------------------------- | --------------------------------------------------------------------------------------------------- | ------------------------------------------------------------------------------------------------ | ------------------------------------------------------------------------------------ | ------------------------------------------------------------------------------------ | ----------------------------------------------------------------------------------------- | ----------------------------------------------------------------------------------------- | ----------------------------------------------------------------------------------------- | ----------------------------------------------------------------------------------------- | ----------------------------------------------------------------------------------------- | ----------------------------------------------------------------------------------------- | ----------------------------------------------------------------------------- | ----------------------------------------------------------------------------- | ----------------------------------------------------------------------------- | ----------------------------------------------------------------------------- | ----------------------------------------------------------------------------- | ----------------------------------------------------------------------------- | -------------------------------------------------------------------------------------- | -------------------------------------------------------------------------------------- | -------------------------------------------------------------------------------------- | -------------------------------------------------------------------------------------- | ------------------------------------------------------------------------------- | ------------------------------------------------------------------------------- | ------------------------------------------------------------------------------- | ------------------------------------------------------------------------------- | ------------------------------------------------------------------------------- | ------------------------------------------------------------------------------- | -------- | -------- | ------ | ------ |
| سلاح البحرية الإسرائيلي |                                                                                      |                                                                                      |                                                                                      |                                                                                                 |                                                                                                 |                                                                                                 | |                                                                                                  |                                                                                      |                                                                                      |                                                                                           |                                                                                           |                                                                                           |                                                                                           |                                                                                           |                                                                                           |                                                                               |                                                                               |                                                                               |                                                                               |                                                                               |                                                                               |                                                                                        |                                                                                        |                                                                                        |                                                                                        |                                                                                 |                                                                                 | بلا شارة                                                                        | بلا شارة                                                                        | بلا شارة                                                                        | بلا شارة                                                                        | بلا شارة | بلا شارة |        |        |
| سلاح البحرية الإسرائيلي | רב-נגד [راف ناغاد] خطأ: {{Lang}}: Non-latn text/Latn script subtag mismatch (مساعدة) | רב-נגד [راف ناغاد] خطأ: {{Lang}}: Non-latn text/Latn script subtag mismatch (مساعدة) | רב-נגד [راف ناغاد] خطأ: {{Lang}}: Non-latn text/Latn script subtag mismatch (مساعدة) | רב-סמל בכיר [راف سامال باخير] خطأ: {{Lang}}: Non-latn text/Latn script subtag mismatch (مساعدة) | רב-סמל בכיר [راف سامال باخير] خطأ: {{Lang}}: Non-latn text/Latn script subtag mismatch (مساعدة) | רב-סמל בכיר [راف سامال باخير] خطأ: {{Lang}}: Non-latn text/Latn script subtag mismatch (مساعدة) | רב-סמל מתקדם [راف سامال ميتكاديم] خطأ: {{Lang}}: Non-latn text/Latn script subtag mismatch (مساعدة) | רב-סמל ראשון [راف سامال ريشون] خطأ: {{Lang}}: Non-latn text/Latn script subtag mismatch (مساعدة) | רב-סמל [راف سامال] خطأ: {{Lang}}: Non-latn text/Latn script subtag mismatch (مساعدة) | רב-סמל [راف سامال] خطأ: {{Lang}}: Non-latn text/Latn script subtag mismatch (مساعدة) | סמל ראשון [سامال ريشون] خطأ: {{Lang}}: Non-latn text/Latn script subtag mismatch (مساعدة) | סמל ראשון [سامال ريشون] خطأ: {{Lang}}: Non-latn text/Latn script subtag mismatch (مساعدة) | סמל ראשון [سامال ريشون] خطأ: {{Lang}}: Non-latn text/Latn script subtag mismatch (مساعدة) | סמל ראשון [سامال ريشون] خطأ: {{Lang}}: Non-latn text/Latn script subtag mismatch (مساعدة) | סמל ראשון [سامال ريشون] خطأ: {{Lang}}: Non-latn text/Latn script subtag mismatch (مساعدة) | סמל ראשון [سامال ريشون] خطأ: {{Lang}}: Non-latn text/Latn script subtag mismatch (مساعدة) | סמל [سامال] خطأ: {{Lang}}: Non-latn text/Latn script subtag mismatch (مساعدة) | סמל [سامال] خطأ: {{Lang}}: Non-latn text/Latn script subtag mismatch (مساعدة) | סמל [سامال] خطأ: {{Lang}}: Non-latn text/Latn script subtag mismatch (مساعدة) | סמל [سامال] خطأ: {{Lang}}: Non-latn text/Latn script subtag mismatch (مساعدة) | סמל [سامال] خطأ: {{Lang}}: Non-latn text/Latn script subtag mismatch (مساعدة) | סמל [سامال] خطأ: {{Lang}}: Non-latn text/Latn script subtag mismatch (مساعدة) | רב טוראי [راف توراي] خطأ: {{Lang}}: Non-latn text/Latn script subtag mismatch (مساعدة) | רב טוראי [راف توراي] خطأ: {{Lang}}: Non-latn text/Latn script subtag mismatch (مساعدة) | רב טוראי [راف توراي] خطأ: {{Lang}}: Non-latn text/Latn script subtag mismatch (مساعدة) | רב טוראי [راف توراي] خطأ: {{Lang}}: Non-latn text/Latn script subtag mismatch (مساعدة) | טוראי [توراي] خطأ: {{Lang}}: Non-latn text/Latn script subtag mismatch (مساعدة) | טוראי [توراي] خطأ: {{Lang}}: Non-latn text/Latn script subtag mismatch (مساعدة) | טוראי [توراي] خطأ: {{Lang}}: Non-latn text/Latn script subtag mismatch (مساعدة) | טוראי [توراي] خطأ: {{Lang}}: Non-latn text/Latn script subtag mismatch (مساعدة) | טוראי [توراي] خطأ: {{Lang}}: Non-latn text/Latn script subtag mismatch (مساعدة) | טוראי [توراي] خطأ: {{Lang}}: Non-latn text/Latn script subtag mismatch (مساعدة) |          |          |        |        |

تعد شارة الرتبة الموجودة على كُم القائد العام للبحرية الإسرائيلية رتبة شرفية. بدأ هذا بإذن خاص من راف ألوف (فريق) أمنون ليبكين شاحاك (رئيس أركان الجيش الإسرائيلي حينها) ويسمح للقائد العام للبحرية بالحصول على رتبة كُم نائب أميرال تساوي رتبة فريق، رتبة رئيس أركان الجيش الإسرائيلي. ومع ذلك، فإن الرتبة الفعلية للقائد العام للبحرية الإسرائيلية هي لواء بحري، والإيماءة المعطاة للبحرية هي احتفالية فقط عند لقاء القادة الأجانب.
ينطبق نفس القرار المذكور أعلاه على رتبة العميد البحري. هناك رتبة كُم احتفالية فقط من رتبة لواء بحري، لكنه يظل عميداً وفقاً للتسلسل الهرمي والقيادي في الجيش الإسرائيلي.

## وصلات خارجية
- الموقع الرسمي (بالعبرية)
- تاريخ البحرية متطوعون من أمريكا الشمالية خلال حرب الاستقلال الإسرائيلية
- الغواصات الإسرائيلية
- بحريات العالم اليوم: إسرائيل نسخة محفوظة 24 سبتمبر 2015 على موقع واي باك مشين.